# Ramelsloh
Ramelsloh est un village de Basse-Saxe (Allemagne) de l'arrondissement de Harburg situé à 30 km au sud de Hambourg. Ramelsloh a été rattaché à la commune de Seevetal le 1er juillet 1972. Sa population était de 1 711 habitants au 31 décembre 2008.

## Histoire
Ramelsloh est le village le plus ancien de la commune, puisqu'il a été mentionné en 845, lorsque saint Anschaire l'a fondé après sa fuite devant les Vikings. Il y pose la première pierre d'une abbaye.

## Architecture
- Église luthérienne du XIXe siècle à l'emplacement de l'ancienne abbatiale.